# Пыльный котёл
Пыльный котёл, или Пыльная чаша (англ. Dust Bowl, рус. Даст Боул, с англ. — «Район пыльных бурь»), — серия катастрофических пыльных бурь, происходивших в прериях США и Канады между 1930 и 1936 годами (в отдельных регионах — до 1940 года). Вызвана сочетанием антропогенных (экстенсивное ведение сельского хозяйства, деградация почв) и природных (засухи) факторов.
В результате этой катастрофы сотни тысяч семей были разорены, поскольку не могли выплачивать кредиты и растить скот, они бросали свои фермы и уезжали в охваченные Великой депрессией города, где условия жизни оказывались для них всё же лучше. Ежедневные потери домашних хозяйств к 1936 году достигли 25 млн долларов в день (что эквивалентно $530 млн в 2022 году).

## Термин
Термин «Dust Bowl» был впервые употреблён 15 апреля 1935 года репортёром Associated Press Робертом Гейгером. Предполагается, что он происходит от образа Великих равнин, созданного Вильямом Гильпином: fertile bowl, rimmed by mountains — «плодородная чаша (котёл), окружённая горами». Термин применяется для обозначения не только времени пыльных бурь 1930-х годов, но и региона, ставшего их центром: западной трети Канзаса, южного Колорадо, прилегающих частей Техаса и Оклахомы, а также северной части Нью-Мексико.

## Масштабы
В 1932 году было зафиксировано 14 пыльных бурь, в 1933 году — 38. Наиболее сильные бури произошли в мае 1934 года и апреле 1935 года. Огромные массы почвы сдувались ветрами, не встречающими преград в лишённых естественной растительности и распаханных прериях, и переносились в виде чёрных облаков на большие расстояния — вплоть до Атлантического океана. 14 апреля 1935 года из-за того, что тучи пыли заслонили солнечный свет, получило название «Чёрное воскресенье». Зимой 1934—1935 годов в Новой Англии выпал снег, красный от пыли. Среди населения прерий, в особенности в Канзасе и Оклахоме, получила распространение пыльная пневмония.
К 1934 году около 40 млн га почв частично или полностью потеряли верхний гумусовый горизонт в результате ветровой эрозии. К 1935 году до 80 % площади Высоких равнин оказалось в той или иной степени эродировано и из плодородных земель превратилось в пустыню. К 1938 году в Ллано-Эстакадо около 10 % почв лишилось более 12 см верхнего горизонта, ещё 13,5 % — от 6 до 12 см.

## Причины
Освоение Великих равнин началось во второй половине XIX века, после принятия гомстед-акта и развития железнодорожной сети. Основным занятием поселенцев изначально было животноводство, но к 1890 году из-за перевыпаса происходит переход к земледелию. Новая волна переселения и резкого увеличения площади пашни происходит после Первой мировой войны, когда цены на зерно выросли.

Сельское хозяйство того времени развивалось экстенсивно. Севообороты не применялись, не проводилось противоэрозионных мероприятий. Более того, фермеры, как правило, сжигали стерню и оставляли поле пустым на зиму (период наиболее интенсивных ветров). В результате происходило иссушение почв, разрушение их структуры, дегумификация и снижение противоэрозионной стойкости. 1930-е годы оказались относительно засушливыми, что сыграло значительную роль в развитии пыльных бурь.

## Социальные последствия
Пыльный котёл совпал по времени с Великой депрессией (и стал одной из основных причин её «величия») и вызвал отток населения из расположенных в прериях штатов — до 2,5 млн человек к 1940 году.
Уже к 1935 году многие семьи были вынуждены покинуть свои фермы и поехать в другие территории в поисках работы из-за засухи, которая на тот момент длилась уже четыре года. Условия Пыльного котла способствовали бегству людей из Техаса, Оклахомы и окружающих Великих равнин в соседние регионы. Свыше 500 тысяч американцев остались без крыши над головой. Более 350 домов могли быть снесены только после одной бури. Сильная засуха и пыльные бури оставили тысячи бездомных, ипотеки других были закрыты банками. У многих не было выбора, кроме как покинуть свои хозяйства в поисках работы. Родители паковали в «старые повозки» детей и немногочисленные личные вещи, направляясь на запад. Среди жителей Равнин, особенно в Канзасе и Оклахоме, многие заболели и умерли от пневмонии или недоедания.
Массовое бегство от последствий Пылевого котла стало самой стремительной миграцией в американской истории. Эти события легли в основу романа Джона Стейнбека «Гроздья гнева». В Канаде же Пыльный котёл ускорил процесс переезда людей из сельской местности в города.

## Экономические ответы
Важным следствием катастрофы стало большее участие правительства США в управлении земельными ресурсами и охране почв. Государственными службами была проведена детальная аэрофотосъёмка и созданы подробные карты почв; высаживались защитные лесополосы, чтобы уменьшить эрозию почвы. С 1934 года велись систематические лесопосадки в больших масштабах (Great Plains Shelterbelt). Во время первых 100 дней администрации президента Франклина Д. Рузвельта в 1933 году была оперативно внедрена программа по сохранению почв и восстановлению экологического баланса. Министр внутренних дел Гарольд Икес в августе 1933 года учредил Службу по эрозии почв, которую возглавил Хью Хэммонд Беннетт (в 1935 году её перевели в управление Министерства сельского хозяйства и переименовали в Службу охраны почв; сейчас она известна как Служба охраны природных ресурсов). В рамках программы «Нового курса» Конгресс принял Акт по сохранению почв 1936 года, перераспределявший государственные субсидии от землевладельцев к сельскохозяйственным работникам, работавшим на их фермах.

## Влияние на культуру
Кризис документировали фотографы, музыканты и авторы, многих из которых наняло на работу во время Великой Депрессии правительство США. Например, Администрация хозяйственной безопасности наняла многочисленных фотографов документировать кризис. Такие из них, как Доротея Ланж, получали помощь в виде оплачиваемой работы во время депрессии. Она делала фотографии пылевых бурь и семей переселенцев, ставшие уже классическими. Среди её самых известных фотографий — «Отверженные сборщики гороха в Калифорнии. Мать семерых детей».
Писатель Джон Стейнбек написал роман «Гроздья гнева» (1939) о трудящихся-переселенцах и фермерских семьях, голодающих и переселяющихся в результате пыльных бурь. Отчасти полемизирует со Стейнбеком современная американская писательница Кристин Ханна в своём романе «Четыре ветра» (2021), в котором события эпохи «Пыльного котла» изложены с точки зрения женщины (в отличие от «мужского взгляда» Стейнбека).
Многие из своих песен фолк-певец Вуди Гатри посвятил своему опыту переживания «Пыльного котла», когда он путешествовал с фермерами-беглецами из Оклахомы в Калифорнию и изучил их традиционные фолк- и блюз-песни. Благодаря этому творчеству ему дали прозвище «Трубадур Пыльного котла».
Переселенцы вообще повлияли на музыкальную культуру: оклахомскими переселенцами, в частности, были крестьяне с юго-востока, которые принесли свою традиционную кантри-музыку в Калифорнию. Термин «Бейкерсфилдский саунд» описывает смесь стилей, которая сложилась после того, как переселенцы принесли свою кантри-музыку в город.
Научно-фантастический фильм 2014 года «Интерстеллар» изображает Америку будущего, которую снова разорили пыльные бури (вызванные изменением климата и давшего жизнь возбудителю, поразившим все посевные культуры по всему миру). Параллели с кризисом 1930-х годов подчёркивают фрагменты интервью его очевидцев из документального фильма 2012 года «Пыльный котёл», вставленные в ленту режиссёром Кристофером Ноланом.